# Трезени
Трезени́ (фр. Trézény, брет. Trezeni) — коммуна во Франции, находится в регионе Бретань. Департамент — Кот-д’Армор. Входит в состав кантона Трегье. Округ коммуны — Ланьон.
Код INSEE коммуны — 22381.

## География
Коммуна расположена приблизительно в 420 км к западу от Парижа, в 145 км северо-западнее Ренна, в 55 км к северо-западу от Сен-Бриё.

## Население
Население коммуны на 2016 год составляло 359 человек.
| 1962 | 1968 | 1975 | 1982 | 1990 | 1999 | 2010 | 2016 |
| ---- | ---- | ---- | ---- | ---- | ---- | ---- | ---- |
| 193  | 187  | 198  | 220  | 304  | 272  | 320  | 359  |

## Экономика
В 2007 году среди 172 человек в трудоспособном возрасте (15—64 лет) 130 были экономически активными, 42 — неактивными (показатель активности — 75,6 %, в 1999 году было 70,2 %). Из 130 активных работали 120 человек (65 мужчин и 55 женщин), безработных было 10 (3 мужчин и 7 женщин). Среди 42 неактивных 10 человек были учениками или студентами, 18 — пенсионерами, 14 были неактивными по другим причинам.